# Poggio Bracciolini
Poggio di Duccio, mais conhecido como Poggio Bracciolini (Terranuova Bracciolini, 11 de fevereiro de 1380 – Florença, 30 de outubro de 1459), foi um dos mais importantes humanistas do Renascimento italiano.

## Nascimento e Educação
Poggio Bracciolini, filho de Gucci Bracciolini e Jacoba, nasceu em 1380 na cidade de Terranuova, Itália. Seu pai exercia o ofício de boticário e há teorias de que ele era um notário, isto é, possuía uma posição de respeito e importância em relação às profissões consideradas inferiores.
Até 1388, Poggio viveu confortavelmente. Entretanto, por conta de endividamentos, seu pai vendeu suas propriedades e mudou-se com a família para as proximidades de Arezzo. É lá que o florentino recebe sua educação primária, tendo, provavelmente, aprendido rudimentos de latim e a arte da caligrafia.
Na adolescência, Poggio é mentorado por Salutati, cujos referenciais eram Petrarca e Boccaccio, líderes do Renascimento florentino. Ademais, ao longo de sua vida, Bracciolini conviveu com estudiosos que contribuíram muito para o enriquecimento de seu conhecimento, sendo também, o estudo autodidata uma das principais fontes de seu saber.
Reconhecendo sua aptidão para os estudos, seu pai o levou para Florença para ser educado, tornando-se aluno de latim de João de Ravena e de grego com Manuel Crisoloras. Logo distinguiu-se pelo rápido progresso nas letras, ao mesmo tempo em que se tornava um hábil copista de manuscritos, com uma caligrafia clara e elegante. Com 21 anos foi recebido na guilda dos notários e em 1402 ou 1403 ingressou na Cúria Romana como secretário do cardeal Maramori. Mais tarde tornou-se secretário de Baldassare Cossa, o antipapa João XXIII, que foi condenado à prisão pelo Concílio de Constança (1414-1418). Com a condenação do papa, Poggio fica desempregado, e é neste período que dá as asas às suas atividades humanísticas, resgatando do esquecimento e da destruição o poema de Tito Lucrécio Caro, De Rerum Natura (Da Natureza das Coisas), de viés epicurista.
Ao possibilitar pelo Renascimento a introdução dos pensamentos de Epicuro contidos em De Rerum Natura,Poggio Bracciolini presta uma grande contribuição à humanidade. O conceito de átomo, o atomismo de Epicuro veio à luz por essa descoberta.
Esteve na Inglaterra e voltou a Roma em 1423. Em 1435 casou-se com Selvaggia dei Buondelmonti, de família nobre. Em 1452 aposentou-se na Cúria e mudou-se para Florença, onde foi indicado e exerceu o posto de chanceler e também de historiógrafo da República.

## Busca por manuscritos
No inverno de 1417, Poggio encontrava-se desempregado. O Papa a quem ele servia, Baldassare Cossa (antigo João XIII), fora deposto da Igreja e se encontrava preso em Heidelberg. Ao invés do florentino ir buscar um novo emprego, o que ele faz é sair em busca de escritos antigos nas bibliotecas monásticas europeias.
Quando passava pelo sul da Alemanha, dirigiu-se ao Monastério de San Gallo, onde acreditava haver velhos manuscritos. O que levou este homem para tão longe, era a sua paixão pelos textos antigos. Procurava os manuscritos que tivessem sobretudo de 400 a 500 anos e o que mais lhe interessava neles é o que continha em seus conteúdos, mesmo que as grafias fossem de difícil compreensão.
Não só Poggio, mas também outros Italianos estavam na obsessão de caçar livros antigos. Eles eram os humanistas, aqueles que se dedicavam a essa “arte”. Esses homens eram aqueles “que atuaram como mediadores entre sua época e a venerada Antiguidade”, buscando manuscritos, reproduzindo-os, não só a sua escrita, mas também sua forma de pensar e sentir. O humanismo nessa época era a pura reprodução.
No mesmo ano, em suas andanças pela Alemanha, Poggio adentrou em um monastério que mais parecia uma fortaleza: era a Abadia Beneditina da Fulda, na Alemanha central, entre o Reno e as montanhas de Vogelsberg. Lá, o florentino teve acesso a diversos manuscritos, com quase 14 mil versos sobre as guerras entre Roma e Cartago de Sílio Itálico, um outro poema referente a astronomia de Mânlio, dentre outros. Porém, o que ele não supunha, é que naquele mosteiro ele iria desenterrar das trevas uma obra que abalaria as estruturas de seu próprio mundo, uma obra extremamente radical: De rerum natura, do poeta e filósofo Tito Lucrécio Caro. Sob os olhares dos monges, Poggio obteve acesso aos manuscritos, porém, pela impossibilidade de retirá-los do mosteiro, valeu-se de suas habilidades de escriba e conhecedor da escrita clássica, motivo este que também o levou a reconhecer o manuscrito, já citado por Cícero, em suas leituras clássicas. A obra que melhor retrata o encontro de Poggio com o De rerum natura foi publicada em 2011 por Stephen Greenblatt, "A Virada" (The Swerve) e foi vencedora do prêmio Pulitzer 2012.
Outros manuscritos achados por Poggio Bracciolini são: seis discursos de Cícero e o primeiro Quintiliano completo: o manuscrito de Sankt Gallen, as obras de Sílio Itálico, Manilio, Lucrécio, Caio Valério Flaco, Asconius Pedianus, Columella, Celso, Aulo Gélio, Estácio entre outros. Junto com Leonardo Aretino, trouxe à tona, as doze últimas peças de Plauto, bem como as Verrinas de Cícero. Essas descobertas, que se encontravam perdidas nas bibliotecas e mosteiros, foram essenciais para a formação do pensamento moderno.

## Círculo Social
Poggio Bracciolini foi um homem muito conectado à rede de comunicação que fazia circular os achados da literatura greco-romana antiga e as produções renascentistas na Europa ocidental, sendo um dos humanistas mais ativos de seu tempo.
Integrante dos círculos eruditos de Florença, relacionou-se, entre outros, com Lourenço e Cosme de Médici, Carlo Marsuppini, Antonio Loschi e Niccolò Niccoli, com quem chegou a ter um eventual conflito em torno da posse de uma cópia de De Rerum Natura. Esses aparecem ao menos em dois de seus diálogos como interlocutores, participando da construção de sua argumentação.
Suas ideias também alcançaram influência fora da Itália e levaram-no a manter contato com a intelectualidade estrangeira, sobretudo a castelhana, na figura de Alfonso de Cartagena, com quem trocara diversas missivas.

## Obras

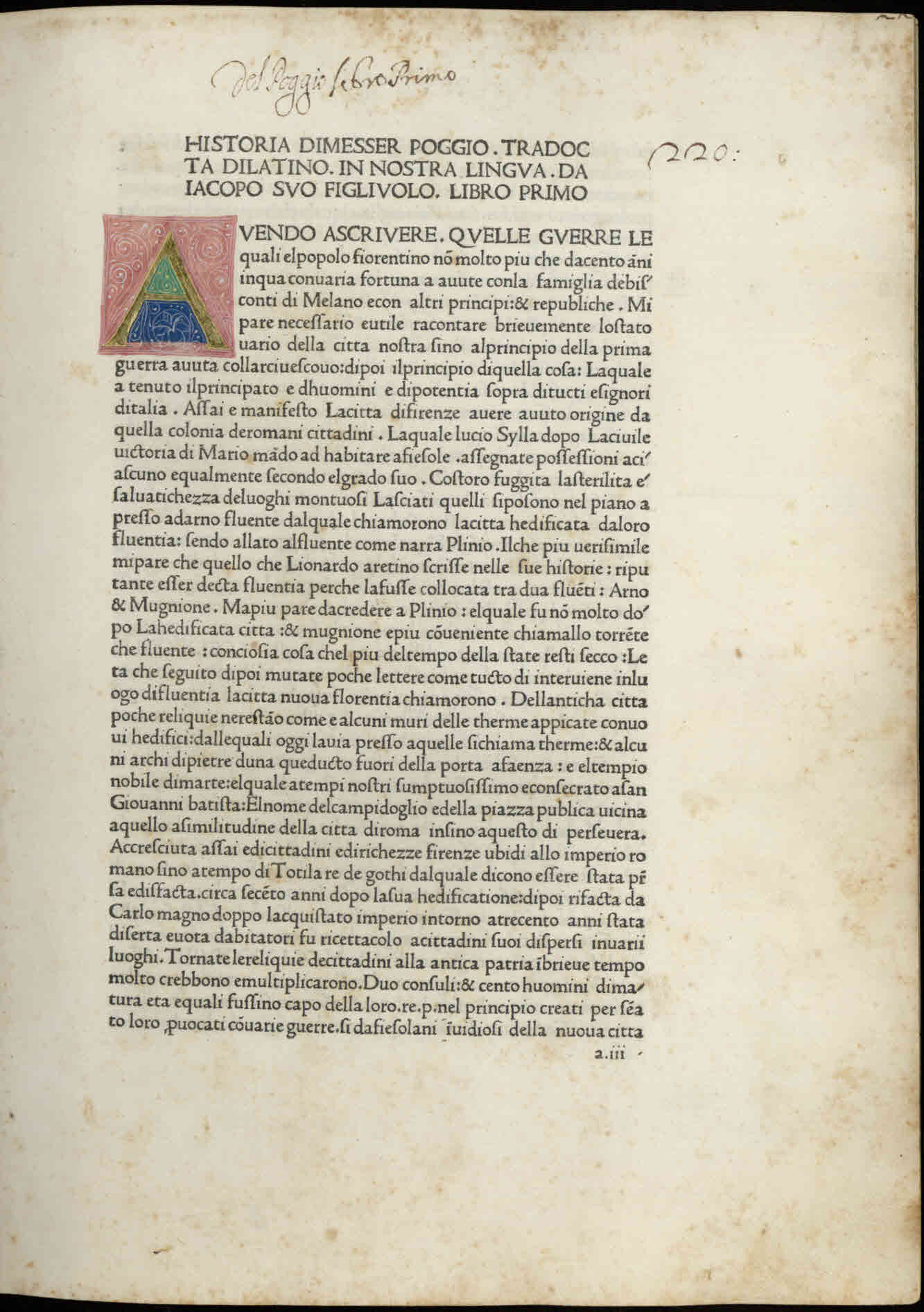
Historia Florentina, 1478

Copista, tradutor, orador, caçador de obras perdidas, escritor, e acima de tudo um apaixonado pelo conhecimento, desde muito jovem Poggio Bracciolini demonstrou um enorme interesse pela literatura, que se concretizou não só em sua busca incessante por obras perdidas, mas também por diversas publicações onde versava sobre os interesses e valores do seu tempo.
Deixou como legado obras que foram primordiais para a história moderna: 
- De Avaritia (Da Avareza, 1428-29), considerada a primeira grande obra de Poggio, trata-se de um diálogo sobre a avareza como um fator agressivo e perturbador, no qual o autor defende a necessidade de um equilíbrio para que fosse possível alcançar um bem comum;
- An Seni Sit Uxor Ducenda (O Casamento na Velhice, 1436);
- De Infelicitate Principium (Sobre a Infelicidade dos Príncipes, 1440), ambientado em 1434 quando Poggio como secretário apostólico, acompanha o Papa Eugênio IV à Florença[28] e tratando sobre a verdadeira nobreza;[29]
- De Nobilitate (Da Nobreza, 1440);
- De Varietate Fortunae (Da Variedade da Fortuna, 1447);
- Contra Hypocritas (Contra Hipócritas, 1448);
- Historia Disceptativa Convivialis (1450);
- De Miseria Humanae Conditionis (Da Miséria Humana, 1455);
- Historia Fiorentina (História Florentina, 1478), é uma obra que conta a história da cidade de Florença de 1350 a 1455. Trata-se de uma espécie de continuação do livro de Leonardo Bruni, História do Povo Florentino (1402), considerado um dos primeiros livros da história moderna;[30]
- Facetiae (1438-1452), é um livro de sátiras implacáveis sobre as ordens monásticas e o clero. “Foi um imenso sucesso, e o livro de anedotas mais conhecido de seu tempo”. “No século XVI a cúria romana alarmados pela reforma protestante teria tentado eliminar a Facetiae junto com obras de Boccaccio, Erasmo e Maquiavel”.[31]

Vale citar aqui ainda a obra Epistolae (1832), que é uma coletânea de cartas de Poggio que retratam o período em que ele viveu, sendo compilada por Tommaso Tonelli.

## Morte e anos posteriores
Poggio morre no dia 30 de outubro de 1459. Como havia renunciado ao cargo de chanceler, não recebeu um grande funeral de Estado, o que era habitual que ocorresse na época. Mas, foi enterrado com honras e cerimônias na Basílica de Santa Cruz. 
Seu retrato feito por António Pollaiuolo, foi pendurado em um dos salões da cidade. Teve uma estátua erguida diante da Catedral de Santa Maria del Fiori, que foi removida no ano de 1560, por conta de uma obra de remodelagem da faixada, sendo transportada para uma outra parte do edifício. Hoje, esta estátua serve como parte de um grupo de esculturas que representam os doze apóstolos.

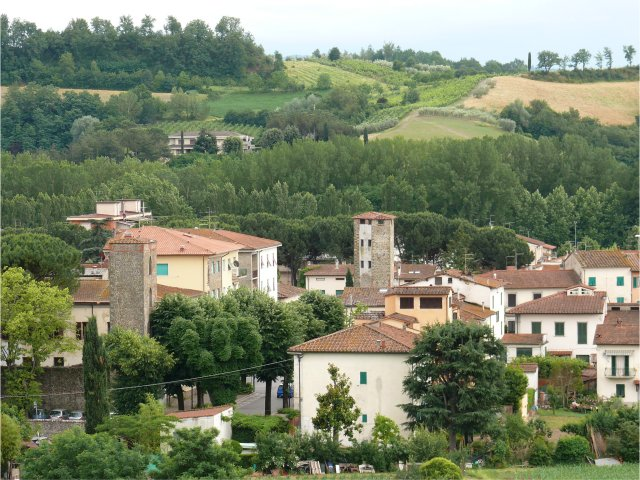
Cidade batizada em homenagem ao filho de Poggio.

A cidade de seu nascimento foi rebatizada pelo nome de Terranuova Bracciolini, em homenagem a seu filho.  
Em 1954, em sua homenagem, uma nova estátua foi inaugurada na praça da cidade. Uma representação do quingentésimo aniversário de sua morte. Porém, poucos sabem a quem a estátua realmente saúda.

## Legado
Poggio Bracciolini deixa um importante legado para a humanidade, não apenas dentro de seu círculo humanista, mas também para a configuração de novos ideários políticos fora da Itália. Seu trabalho de resgatar os manuscritos influenciaram quase todos os pensadores do mundo moderno, que permeiam a nossa concepção de mundo hoje.
Uma das coisas que, de maneira bem sutil, está inserida no nosso mundo é a sua escrita, marcada por uma bela caligrafia. Sua letra, era constituída a partir das minúsculas carolíngias e foi transformada na letra usada para copiar manuscritos e cartas. As fontes em Itálico e os tipos redondos das letras, seguem a influência de sua escrita.
A escrita humanista foi importante para trazer à tona os trabalhos do mundo antigo e Poggio viu nisso, mais que um ofício, um projeto, uma necessidade de difundir essa nova escrita, para que o conhecimento resgatado pelos humanistas fossem lidos de maneira mais legível, ou seja, a escrita de Poggio influenciou outros humanistas. 
Poggio também tem forte influência na configuração de novos ideários políticos fora da Itália, lugar onde ocorria a emergência das ideias de racionalismo crítico, individualidade dos sujeitos e de laicidade, formando uma nova concepção de homem e constituindo uma renovação cultural da nobreza. Essas ideias foram se espalhando, até chegarem na monarquia de Castela no início do século XV, onde antes de João II, o estereótipo real girava em torno de qualidades guerreiras e já em seu reinado migram para características de letramento e instrução. Porém, essas ideias não migram da Itália para Castela sozinhas, o grande influenciador, o humanista que mais circulou na corte Castelhana foi Bracciolini, não só por meio de seus manuscritos, mas também com uma relação direta com o rei João II, chegando a fazer parte do Conselho Real.
Poggio tinha uma relação direta com a nobreza e com os membros do clero. Sabe-se até que ele enviou uma carta a Alfonso de Cartagena agradecendo os elogios que recebeu em Sobre a Infelicidade dos Príncipes (1440). Vemos que, o florentino não só estava sendo lido, como também estava sendo prestigiado pelos castelhanos. Um outro livro que teve mais de 60 manuscritos difundidos não só em Castela, mas por toda Europa foi Sobre a verdadeira nobreza (1440). Desta forma, a corrente renascentista que circulava pela Itália se espalha por toda Europa sob uma intrínseca influência do caçador de livros. 
A descoberta de De rerum natura, e a volta de sua leitura e circulação influenciam muitos pensadores modernos, mesmo se tratando de uma obra subversiva para aquele período. Um dos pensadores que faz uso do epicurismo levando essa ideologia radical a uma de suas obras é Thomas More em sua Utopia. onde os moradores de sua ilha imaginária estavam convencidos de que a principal busca da felicidade humana se dá na busca do prazer (esse o principal ponto do epicurismo).
Embora não se possa identificar claramente o epicurismo/lucrecianismo em sua obra, outro jovem florentino que é identificado com o poema, e escreve até uma cópia para si é Nicolau Maquiavel.
De rerum natura também foi a base da filosofia nolana de Giordano Bruno, onde o epicurismo perturba e transforma seu mundo, como podemos ver em A expulsão da besta triunfante, onde ele de maneira alegórica, zomba da passagem em que Jesus diz que Deus sabe a conta de todos os cabelos de nossa cabeça.  
Poggio, despertou um monstro, era difícil fazer com que De rerum natura voltasse às trevas. A influência da poesia de Lucrécio segue ainda mais forte com o passar do tempo, estando presente nas pinturas de Botticelli, Pierro di Cosimo e Leonardo Da Vinci. A obra é encarnada em Shakespeare com Romeu e Julieta, e está também, profundamente íntima dentro de Montaigne com seus Ensaios e nas suas outras obras.
Galileu Galilei, Isaac Newton e Thomas Jefferson também são inspirados por Lucrécio em suas obras, sendo o último alguém que assumiu como sua filosofia de vida, ser “um epicurista", ou seja, vemos que a descoberta de Poggio é fundamental para os pensadores que alicerçam o mundo moderno.  